# بيتر تايلور (عالم بيئة)
بيتر تايلور (بالإنجليزية: Peter Taylor)‏ هو عالم بيئة بريطاني، ولد في 24 يناير 1948.